# Björn Forsman
Björn Bernhard Birger Forsman, född 30 juli 1917 i Västerås, död 7 november 1990 i Heby, var en svensk konstnär.
Han var son till direktören Bernhard Forsman och från 1950 gift med Mona Söderberg. Forsman studerade konst för Otte Sköld i Stockholm 1939–1940 och för Nils Nilsson vid Valands målarskola i Göteborg 1942–1944 samt under studieresor till Frankrike, Nederländerna och Tyskland. Tillsammans med Gösta Sundvall och Lambert Werner ställde han ut på God Konst i Göteborg och han medverkade i ett antal samlingsutställningar på Göteborgs konsthall. Hans konst består av stilleben, figursaker och intima genomarbetade landskap i olja, akvarell eller gouache. Forsman är representerad vid Gävle museum. Han är begravd på Östra kyrkogården i Västerås.